# Воткінс (Колорадо)
Воткінс (англ. Watkins) — переписна місцевість (CDP) в США, в округах Адамс і Арапаго штату Колорадо. Населення — 682 особи (2020).

## Географія
Воткінс розташований за координатами 39°42′11″ пн. ш. 104°34′36″ зх. д. / 39.70306° пн. ш. 104.57667° зх. д. (39.703135, -104.576753).  За даними Бюро перепису населення США в 2010 році переписна місцевість мала площу 70,17 км², з яких 70,17 км² — суходіл та 0,00 км² — водойми.

## Демографія
Згідно з переписом 2010 року, у переписній місцевості мешкали 653 особи в 244 домогосподарствах у складі 188 родин. Густота населення становила 9 осіб/км².  Було 251 помешкання (4/км²).
Расовий склад населення:
| - 90,2 % — білих - 1,8 % — чорних або афроамериканців - 1,2 % — азіатів - 0,5 % — вихідців з тихоокеанських островів - 0,5 % — корінних американців - 3,2 % — осіб інших рас |

До двох чи більше рас належало 2,6 %. Частка іспаномовних становила 9,6 % від усіх жителів.
За віковим діапазоном населення розподілялося таким чином: 21,3 % — особи молодші 18 років, 67,5 % — особи у віці 18—64 років, 11,2 % — особи у віці 65 років та старші. Медіана віку мешканця становила 45,6 року. На 100 осіб жіночої статі у переписній місцевості припадало 101,5 чоловіків;  на 100 жінок у віці від 18 років та старших — 101,6 чоловіків також старших 18 років.